# Droits LGBT au Laos
Les lesbiennes, gays, bisexuels et transgenres (LGBT) au Laos font face à des défis juridiques et sociaux non rencontrés par les personnes non-LGBT.
L'homosexualité y est légale et les personnes LGBT semblent bénéficier d'une certaine acceptation sociale, mais les couples de même sexe ne bénéficient pas des mêmes protections que les couples hétérosexuels.

## Légalité de l’homosexualité
L'homosexualité tant masculine que féminine est légale au Laos depuis son indépendance vis-à-vis de la France en 1954. Le code pénal de 1989 ne contient aucun référence aux relations sexuelles homosexuelles consenties.
L'âge de consentement est de 15 ans, et est identique pour les relations sexuelles tant hétérosexuelles qu'homosexuelles.
Aucune loi ne protège les personnes LGBT contre les discriminations,.

## Reconnaissance des couples de même sexe
L'article 1 de la loi sur le mariage de 1990 définit le mariage comme l'union d'un homme et d'une femme.

## Armée
Les personnes sont autorisées à servir dans l'Armée populaire lao.

## Mouvement social
Bien que l'homosexualité soit légale au Laos, le conservatisme de la société et le fait que le pays soit une dictature communiste depuis 1975, complique l'émergence d'un mouvement social LGBT et la visibilité des personnes LGBT,.
En juin 2012, se tient à Vientiane sur un terrain appartenant à l'ambassade des États-Unis le premier rassemblement public LGBT, organisé par la seule association LGBT du pays, Proud to be us,.

## Conditions de vie
Selon les données de l'ONUSIDA, en 2017 la prévalence du virus de l'immunodéficience humaine (VIH) au Laos parmi les hommes ayant des rapports sexuels avec des hommes est de 1,6 %, alors qu'elle est de 0,3 % pour la population totale. Elle serait largement plus élevée à Vientiane. De plus, seulement 10,2 % auraient connaissance de leur statut sérologique et un quart utiliseraient des préservatifs.
La ville de Luang Prabang est devenue après l'ouverture du pays aux étrangers en 1988 un lieu important du tourisme gay et par conséquent de la prostitution masculine.